# Challenger Colles
Challenger Colles est une chaîne de collines située dans la plaine Spoutnik, sur Pluton.

## Histoire
Challenger Colles a été découverte par la sonde New Horizons en juillet 2015. Elle porte le nom de la navette spatiale Challenger, qui a été détruite avec sept astronautes à bord le 28 janvier 1986. Le nom « Challenger Colles » est officialisé le 27 mai 2022.